# Policko (powiat koszaliński)
Policko – osada w Polsce położona w województwie zachodniopomorskim, w powiecie koszalińskim, w gminie Manowo. Miejscowość wchodzi w skład sołectwa Wyszebórz.
W latach 1975–1998 miejscowość należała administracyjnie do województwa koszalińskiego.